# Sara Canning
Sara Canning (Gander, Terra Nova e Labrador, 14 de julho de 1987), é uma atriz canadense. Ela é mais conhecida por atuar como Jenna Sommers em The Vampire Diaries, da emissora The CW.

## Filmografia
| Ano           | Filme / Série                              | Papel           | Notas                    |
| ------------- | ------------------------------------------ | --------------- | ------------------------ |
| 2008          | Paparazzi Princess: The Paris Hilton Story | Nicky Hilton    | TV film                  |
| 2008          | Smallville                                 | Tess' Assistant | TV series - 2 episódios  |
| 2008          | Slap Shot 3: The Junior League             | Hope            | Direct-to-video film     |
| 2009          | Black Rain                                 | Dorothy         | TV film                  |
| 2009          | Taken in Broad Daylight                    | Anne Sluti      | TV film                  |
| 2009          | Kyle XY                                    | Redhead         | Série de TV - 1 episódio |
| 2009          | Come Dance at My Wedding                   | Andrea Merriman | TV film                  |
| 2009          | The Vampire Diaries                        | Jenna Sommers   | 2009 - 2011 / 2014       |
| 2009          | Black Field                                | Maggie McGregor | Feature film             |
| 2012          | Supernatural                               | Lydia           | Série de TV - 1 episódio |
| 2012 - 2013   | Primeval: New World                        | Dylan Weir      | Série de TV              |
| 2012          | Hannah's Law                               | Hannah Beaumont | TV film                  |
| 2013          | I Think I Do                               | Audrey Ryan     |                          |
| 2013          | The Right Kind of Wrong                    | Colette         | TV film                  |
| 2013          | I Put a Hit on You                         | Harper          | TV film                  |
| 2013          | Blitzed                                    | Summer          | Pre-Produção             |
| 2017-presente | A Series of Unfortunate Events             | Jacquelyn       | Série de TV              |
| 2018          | Van Helsing                                | Polly Miller    | 1 episódio               |
| 2019          | Nancy Drew                                 | Katherine Drew  | 5 Episódios              |